# Safo (Massenet)
Safo (título original en francés: Sapho) es una ópera en cinco actos con música de Jules Massenet y libreto en francés de Henri Cain y Arthur Bernède, basada en la novela homónima de Alphonse Daudet, de 1884. La ópera de Massenet se estrenó en la Opéra Comique en París el 27 de noviembre de 1897 con Emma Calvé como Fanny Legrand.
Es una pieza encantadora y efectiva pero nunca ha logrado un lugar en el repertorio operístico estándar.  La historia se refiere a una modelo de artista llamada Fanny Legrand que empieza una relación con un joven, Jean Gaussin.  La relación, como ocurre tan frecuentemente en la ópera, es fallida y acaba con Fanny dejando a Jean mientras duerme.
Esta ópera rara vez se representa en la actualidad; en las estadísticas de Operabase no aparece entre las óperas representadas en el período 2005-2010.

## Personajes
| Personaje                                               | Tesitura     | Reparto del estreno, 27 de noviembre de 1897 (Director: - Jules Danbé) |
| ------------------------------------------------------- | ------------ | ---------------------------------------------------------------------- |
| Fanny Legrand, modelo de artista                        | soprano      | Emma Calvé                                                             |
| Jean Gaussin, un joven                                  | tenor        | Julien Lepestre                                                        |
| Irène, su hermana                                       | soprano      | Julia Guiraudon                                                        |
| Divonne, su madre                                       | mezzosoprano | Charlotte Wyns                                                         |
| Césaire, su padre                                       | bajo         | André Gresse                                                           |
| Caoudal, un escultor                                    | barítono     | Marc-Nohel                                                             |
| Un granjero                                             | tenor        | Maurice Jacquet                                                        |
| Propietario de un restaurante                           | barítono     | Dufour                                                                 |
| Coro: huéspedes, actores vagabundos, artistas, gitanos. |              |                                                                        |